# 何济林
何济林（1914年—1983年5月8日），中国人民解放军将领、中国人民解放军开国少将。
1950年任中国人民解放军空军航空兵第9师师长、军械技术学院顾问。1954年6月1日成立中国人民解放军兽医大学任校长。1955年，授予中国人民解放军少将。